# Francisco Bulnes
Francisco Alonso de Bulnes (Mexico-Stad, 4 oktober 1847 - aldaar, 22 september 1924) was een Mexicaans historicus, journalist en politicus.
Bulnes was afkomstig uit Mexico-Stad. Hij studeerde wiskunde, werd ingenieur en nam in 1874 deel aan een wetenschappelijke expeditie naar Japan. Later raakte hij echter meer geïnteresseerd in de Mexicaanse politiek en geschiedenis en besloot hij zich op de geschiedschrijving te richten. Bulnes was een aanhanger van het positivisme en kwam aldus terecht in de kliek van científicos, de positivistische adviseurs van president Porfirio Díaz (1884-1911). Bulnes had tientallen jaren zitting in de Kamer van Afgevaardigden en de Kamer van Senatoren.
Bulnes toonde zich een verdediger van Díaz en richtte regelmatig zijn pijlen op progressief-liberale historici en intellectuelen die Díaz ervan beschuldigden het Mexicaanse liberalisme verraden te hebben door zijn dictatoriale en oligarchische regering. Bulnes publiceerde verschillende boeken waarin hij betoogde dat Díaz de werkelijke opvolger van het liberalisme was. De eerste zeventig jaar van het onafhankelijke Mexico, sinds de uitbarsting van de onafhankelijkheid van Miguel Hidalgo, waren volgens Bulnes een bijzonder chaotische en destructieve periode geweest, en pas tijdens de Reforma en de liberale overwinningen tegen de Fransen tijdens Franse interventie in Mexico werd Mexico in zijn ogen een geordendende en moderne natie. Bulnes schroomde niet heilige huisjes omver te schoppen en historische helden te bekritiseren. Hidalgo was in zijn ogen een woeste rebel die het land in chaos stortte en de liberale president Benito Juárez zou er volgens Bulnes beter aan hebben gedaan na 1867 af te treden in plaats van door te blijven regeren tot zijn dood in 1872. Bulnes was van mening dat het na 1867 niet Juárez maar Díaz was die het Mexicaanse liberalisme vertegenwoordigde. In 1904 ging hij nog een stap verder toe hij El verdadero Juárez (De ware Juárez) publiceerde, waarin hij Juárez afschilderde als een incompetent en autoritair staatsman. Bulnes beargumenteerde dat Juárez door zijn weigering de schulden aan Frankrijk af te betalen het voortbestaan van Mexico op het spel had gezet, dat hij Mexico zou hebben verraden door grondgebied aan te bieden aan de Verenigde Staten in ruil voor militaire en economische steun en de liberalen de Hervormingsoorlog en de Franse interventie eerder ondanks dan dankzij Juárez hadden gewonnen. Bulnes' betoog bracht veel commotie teweeg, sommige boekwinkels werden zelfs bedreigd door verdedigers van Juárez wanneer zij Bulnes' boek verkochten.
Tijdens de Mexicaanse Revolutie besloot Bulnes wegens de vijandigheid die er heerste tegen aanhangers van het oude regime het land uit te vluchten. Vanuit de Verenigde Staten publiceerde hij nog enkele boeken waarin hij Díaz verdedigde en de revolutie veroordeelde. Hij keerde terug in 1921 en overleed drie jaar later. Hoewel Bulnes altijd veel controverse veroorzaakte en zijn visie op Juárez en het Mexicaanse liberalisme door de meeste historici niet gedeeld wordt, wordt hij wel gezien als een origineel denker en een begaafd historicus.